# Alekséi Péjov
Alekséi Yúrievich Péjov (en ruso: Алексей Юрьевич Пехов, a veces transliterado como Alexey Pehov) (n. 30 de marzo de 1978 en Moscú) es un escritor moderno de la literatura fantástica rusa. 

## Biografía
Estudió en el Instituto Estatal de Medicina y Estomatología en Moscú. Es un ortodontólogo, y ahora trabaja sobre su tesis doctoral. 
Comenzó a escribir profesionalmente en 2001. Ganó numerosos premios de literatura fantástica en Rusia. 
Sus libros han sido traducidos al inglés, alemán y español. En 2008 se publicaron 1 millón de ejemplares de sus libros. 
Participó en el proyecto de un videojuego de acción de la Compañía 1C King's Bounty: The Legend.

## Obras escogidas
La trilogía "Crónicas de Siala"
- El ladrón de las sombras
- Rastreador de sombras
- Tempestad de sombras

El ciclo "Viento y Chispas"
- Los buscadores del viento - Искатели ветра (2005)
- El viento de la hierba de San Juan - Ветер полыни (2006)
- Los segadores del viento - Жнецы ветра (2008)
- Chispa y viento - Искра и ветер (2008)

El ciclo "Kindret" (con Yelena Bychkova y Natalia Turchaninova) 
- Kindret. Hermanos carnales - Киндрэт. Кровные братья (2005)
- El brujo del clan de la Muerte - Колдун из клана Смерти (2007)
- El fundador - Основатель (2009)

- El cazador tenebroso - Тёмный охотник (2006) (cuentos)
- La posibilidad (con Yelena Bychkova y Natalia Turchaninova) - Шанс (2009) (cuentos)

## Premios
- Kindret. Hermanos carnales - Киндрэт. Кровные братья (2005) – Premio Peregrino (2006)
- El ciclo “Viento y Chispas” - El caduceo de plata (2006), el mejor ciclo
- Bajo el signo de Manticora – El mundo fantástico, el mejor libro fantástico (2004)
- La trilogía "Crónicas de Siala" – El caduceo de plata (2003), el mejor ciclo
- El ladrón de las sombras – La espada sin nombre (2002), el mejor debut